# Arquidiócesis de Kaduna
La arquidiócesis de Kaduna (en latín: Archidioecesis Kadunaënsis y en inglés: Roman Catholic Archdiocese of Kaduna) es una circunscripción eclesiástica de la Iglesia católica en Nigeria. Se trata de una arquidiócesis latina, sede metropolitana de la provincia eclesiástica de Kaduna. Desde el 16 de noviembre de 2007 su arzobispo es Matthew Man-Oso Ndagoso.

## Territorio y organización

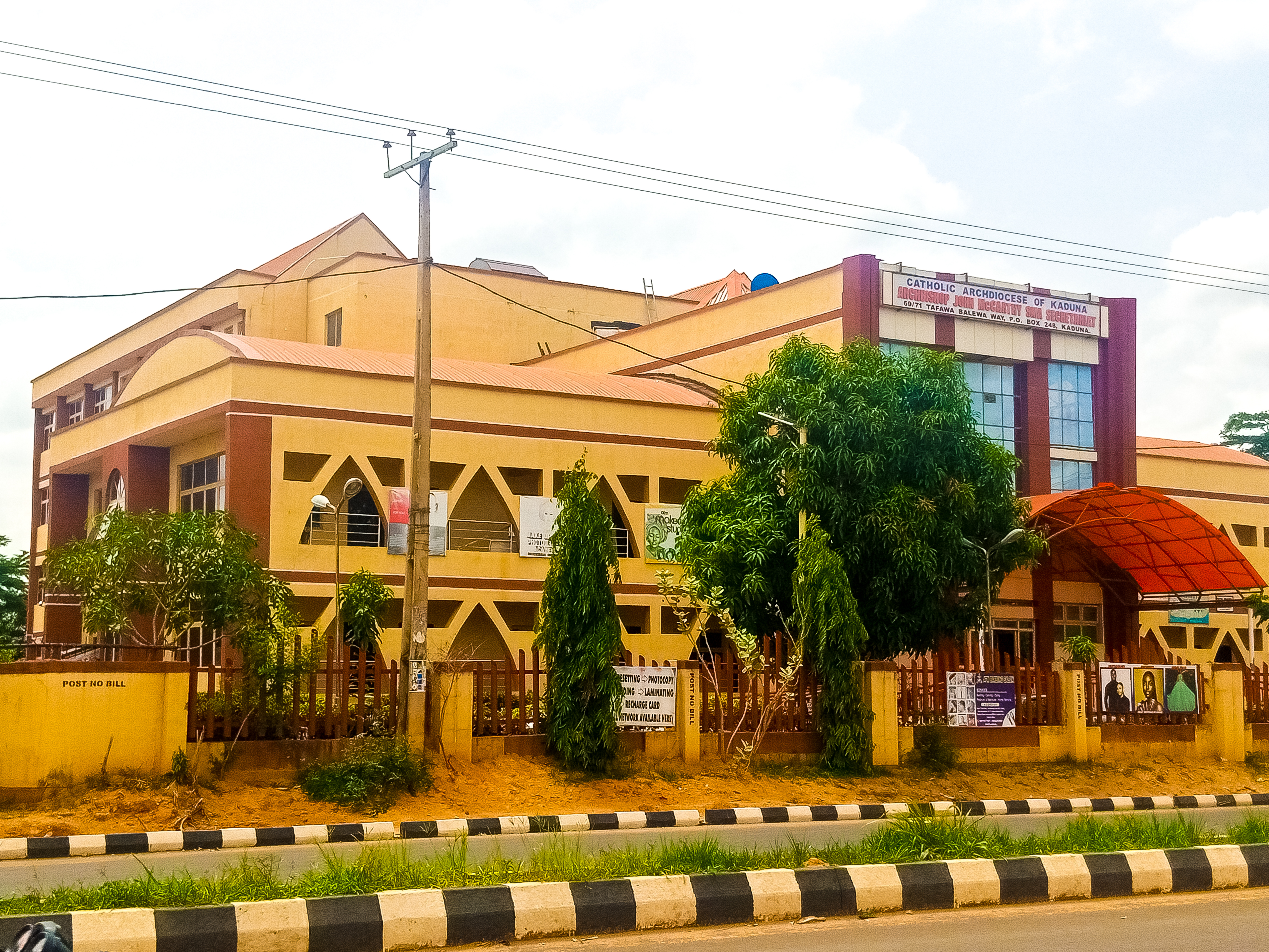
Sede del arzobispado, en Kaduna

La arquidiócesis tiene 17 094 km² y extiende su jurisdicción sobre los fieles católicos de rito latino residentes en parte del estado de Kaduna.
La sede de la arquidiócesis se encuentra en la ciudad de Kaduna, en donde se halla la Catedral de San José.
La arquidiócesis tiene como sufragáneas a las diócesis de: Kafanchan, Kano, Katsina, Kontagora, Minna, Sokoto y Zaria.
En 2021 en la arquidiócesis existían 89 parroquias.

## Historia
La prefectura apostólica de Nigeria Oriental fue erigida el 24 de agosto de 1911 con el decreto Quo felicius de la Congregación de Propaganda Fide, derivando el territorio de la prefectura apostólica del Alto Níger (hoy arquidiócesis de Ciudad de Benín).
El 18 de julio de 1929, en virtud del breve A Nobis del papa Pío XI incorporó parte de los territorios de la prefectura apostólica del Nigeria Occidental (hoy arquidiócesis de Ciudad de Benín) y al mismo tiempo cambió su nombre por el de prefectura apostólica de Nigeria Septentrional.
El 9 de abril de 1934, en virtud de la bula Praedecessorum Nostrorum del papa Pío XI cedió una parte de su territorio para la erección de la prefectura apostólica de Jos (hoy arquidiócesis de Jos) y al mismo tiempo cambió su nombre por el de prefectura apostólica de Kaduna.
El 28 de abril de 1942 cedió otra porción de territorio para la erección de la prefectura apostólica de Niamey (hoy arquidiócesis de Niamey) mediante la bula Ad faciliorem del papa Pío XII.
El 18 de abril de 1950, como resultado del decreto Cum in Africa de la Sagrada Congregación de Propaganda Fide, el nombre latino de la prefectura fue cambiado de de Kaduna a Kadunaënsis. 
El 29 de junio de 1953 cedió una nueva porción de su territorio para la erección de la prefectura apostólica de Sokoto (hoy diócesis de Sokoto) mediante la bula Ex iis praecipue del papa Pío XII,  y al mismo tiempo fue elevada a diócesis con la bula Magno gaudio. Originalmente era sufragánea de la arquidiócesis de Lagos.
El 21 de febrero de 1955 cedió otra porción de su territorio para la erección de la prefectura apostólica de Kabba (hoy diócesis de Lokoja) mediante la bula Illa suavissime del papa Pío XII. 
El 16 de junio de 1959 la diócesis fue elevada a arquidiócesis metropolitana con la bula Qui arcano Dei del papa Juan XXIII.
El 9 de noviembre de 1964 cedió una parte de su territorio para la erección de la prefectura apostólica de Minna (hoy diócesis de Minna) mediante la bula Christi Redemptoris del papa Pablo VI.
El 22 de marzo de 1991 cedió una parte de su territorio para la erección de la misión sui iuris de Kano (hoy diócesis de Kano). 
El 10 de julio de 1995 cedió una parte de su territorio para la erección de la diócesis de Kafanchan mediante la bula Cum ad aeternam del papa Juan Pablo II.
El 5 de diciembre de 2000 cedió otra parte de su territorio para la erección de la diócesis de Zaria mediante la bula Totius dominici del papa Juan Pablo II.
En 2009 la diócesis de Ilorin dejó de ser sufragánea de Kaduna y pasó a serlo de la arquidiócesis de Ibadán.

## Estadísticas
Según el Anuario Pontificio 2022 la arquidiócesis tenía a fines de 2021 un total de 609 500 fieles bautizados.
| Año                                                                             | Población            | Población | Población      | Sacerdotes | Sacerdotes    | Sacerdotes    | Bautizados por sacerdote | Diáconos permanentes | Religiosos | Religiosos | Parroquias |
| Año                                                                             | Bautizados católicos | Total     | % de católicos | Total      | Clero secular | Clero regular | Bautizados por sacerdote | Diáconos permanentes | Varones    | Mujeres    | Parroquias |
| ------------------------------------------------------------------------------- | -------------------- | --------- | -------------- | ---------- | ------------- | ------------- | ------------------------ | -------------------- | ---------- | ---------- | ---------- |
| 1949                                                                            | 16 887               | 6 000     | 0.3            | 28         | 28            |               | 603                      |                      |            | 17         | 10         |
| 1970                                                                            | 54 000               | 7 900 000 | 0.7            | 43         | 3             | 40            | 1255                     |                      | 41         | 49         | 22         |
| 1980                                                                            | 145 795              | 7 489 000 | 1.9            | 52         | 13            | 39            | 2803                     |                      | 39         | 23         |            |
| 1990                                                                            | 321 257              | 7 449 000 | 4.3            | 68         | 42            | 26            | 4724                     |                      | 26         | 18         | 43         |
| 1999                                                                            | 318 443              | 3 240 000 | 9.8            | 70         | 60            | 10            | 4549                     |                      | 10         | 22         | 45         |
| 2000                                                                            | 253 502              | 2 163 000 | 11.7           | 63         | 53            | 10            | 4023                     |                      | 10         | 22         | 35         |
| 2001                                                                            | 269 150              | 2 163 000 | 12.4           | 52         | 44            | 8             | 5175                     |                      | 8          | 22         | 35         |
| 2002                                                                            | 280 150              | 2 163 000 | 13.0           | 55         | 45            | 10            | 5093                     |                      | 10         | 22         | 35         |
| 2003                                                                            | 310 543              | 2 248 000 | 13.8           | 74         | 66            | 8             | 4196                     |                      | 8          | 27         | 42         |
| 2004                                                                            | 323 076              | 4 951 310 | 6.5            | 80         | 72            | 8             | 4038                     |                      | 8          | 27         | 41         |
| 2006                                                                            | 382 638              | 5 230 000 | 7.3            | 96         | 88            | 8             | 3985                     |                      | 8          | 27         | 43         |
| 2011                                                                            | 545 380              | 5 916 000 | 9.2            | 88         | 76            | 12            | 6197                     |                      | 37         | 26         | 50         |
| 2013                                                                            | 569 898              | 1 769 186 | 32.2           | 94         | 84            | 10            | 6062                     |                      | 35         | 24         | 60         |
| 2016                                                                            | 581 730              | 2 001 000 | 29.1           | 118        | 106           | 12            | 4929                     |                      | 37         | 35         | 75         |
| 2019                                                                            | 591 000              | 2 424 396 | 24.4           | 147        | 140           | 7             | 4020                     |                      | 7          | 34         | 93         |
| 2021                                                                            | 609 500              | 2 624 396 | 23.2           | 131        | 124           | 7             | 4652                     |                      | 7          | 34         | 89         |
| Fuente: Catholic-Hierarchy, que a su vez toma los datos del Anuario Pontificio. |                      |           |                |            |               |               |                          |                      |            |            |            |

## Episcopologio
- Joseph Oswald Timothée Waller, S.M.A. † (1912-1929 renunció)
- François O'Rourke, S.M.A. † (17 de mayo de 1929-31 de marzo de 1930 nombrado vicario apostólico de la Costa de Benín[nota 1])
- William Thomas Porter, S.M.A. † (8 de abril de 1930-25 de abril de 1933 nombrado vicario apostólico de la Costa de Oro[nota 2])
- Thomas Hughes, S.M.A. † (12 de enero de 1934-12 de enero de 1943 nombrado vicario apostólico de Ondo-Ilorin[nota 3])
- John MacCarthy, S.M.A. † (14 de mayo de 1943-10 de abril de 1975 renunció)
- Peter Yariyok Jatau † (10 de abril de 1975 por sucesión-16 de noviembre de 2007 retirado)
- Matthew Man-Oso Ndagoso, desde el 16 de noviembre de 2007